# Lokomotiv Mezdra
Lokomotiv Mezdra (Bulgaars: ПФК Локомотив Мездра) is een Bulgaarse voetbalclub uit Mezdra. De club werd opgericht in 1945 en was voornamelijk in de tweede en derde klasse actief. In 2008 promoveerde de club naar de hoogste klasse. Het stadion van de club is het Lokomotiv Stadion in Mezdra, met een capaciteit van 5000. De clubkleuren zijn rood en zwart.
In 2011 werd de club ontbonden wegens financiële problemen. Er werden twee clubs opgericht die de erfenis op zich namen: Lokomotiv 1929 (opgericht in 2011) en Lokomotiv 2012. De laatste club promoveerde in 2014 naar de B Grupa.